# Halberstadt D.I
L'Halberstadt D.I fu un aereo da caccia monomotore, biplano e monoposto, sviluppato dall'azienda tedesco imperiale Halberstädter Flugzeugwerke GmbH negli anni dieci del XX secolo e rimasto allo stadio di prototipo.

## Storia del progetto
Durante le prime fasi della prima guerra mondiale, l'industria meccanica progredì velocemente nello sviluppo della componentistica sottoposta alle autorità militari tedesco imperiali. Nell'ambito aeronautico, le nuove esigenze belliche crearono i presupposti per la produzione di nuovi velivoli da combattimento da destinare ai reparti della Luftstreitkräfte, la componente aerea del Deutsches Heer (l'esercito imperiale tedesco). In quest'ambito la Halberstädter Flugzeugwerke sviluppò un nuovo modello che rispondeva alle specifiche Idflieg per la classe D-Typ, quella dei caccia monoposto biplani.
Derivato dall'esperienza acquisita sul precedente ricognitore biposto B.II, su progetto dell'ingegnere Karl Theis l'ufficio tecnico dell'azienda ne ricavò una versione monoposto dalla velatura ridotta nell'apertura alare.
Vennero realizzati due prototipi che differivano tra loro per la scelta del propulsore, uno equipaggiato con un Mercedes D.I da 100 PS (73,5 KW) e l'altro con il più potente Argus As.II da 120 PS (89 kW), il primo dei quali iniziò le prove di volo nell'autunno 1915.
Dopo la prima fase di test, nel febbraio 1916 entrambi gli esemplari vennero inviati ad Adlershof, nei dintorni di Berlino, il prototipo motorizzato Mercedes destinato a prove statiche mentre quello equipaggiato con l'As.II venne testato davanti ad una commissione esaminatrice dell'Idflieg. Questa lo ritenne idoneo al servizio, raccomandando l'avvio alla produzione in serie ed emettendo, il mese successivo, un ordine di fornitura per dodici esemplari.
Tuttavia, avendo l'azienda introdotto una serie di modifiche al fine di migliorare il progetto originale ed essendo disponibili motorizzazioni più potenti, la produzione venne avviata con il modello evoluto abbinato ad un motore Mercedes D.II al quale l'Idflieg assegnò la designazione Halberstadt D.II.

## Utilizzatori
Germania
- Luftstreitkräfte